# Friedrich von und zu Gilsa
Freiherr Friedrich Ernst Ludwig Heinrich von und zu Gilsa (* 27. Dezember 1799 in Gilsa; † 2. Juli 1859 in Wiesbaden) war ein deutscher Oberförster und Mitglied der Ersten Kammer der Landstände des Herzogtums Nassau.

## Leben
Friedrich von und zu Gilsa entstammte dem hessischen Adelsgeschlecht derer von Gilsa, das seinen Stammsitz in Gilsa hat. Er war ein Sohn des Großhofmeisters Carl Ludwig Philipp von Gilsa (1753–1823) und dessen Ehefrau Elisabeth Marie Friederike geb. von Buttlar (1764–1813). Am 14. Februar 1830 schloss er in Wiesbaden die Ehe mit Auguste Therese Freiin Marschall von Bieberstein (1805–1883), Tochter des Ernst Franz Ludwig Marschall von Bieberstein und der Karoline Freiin von Veltheim. Aus der Ehe gingen die Kinder Ernst Levin (* 1830, hessischer Major), Friedrich Ludwig (1832–1834), Caroline Wilhelmine (1833, ∞Ernst von Friesen), Adolf Ludwig (1838–1910, Major) und Luise Marianne (* 1849, Stiftsdame) hervor.

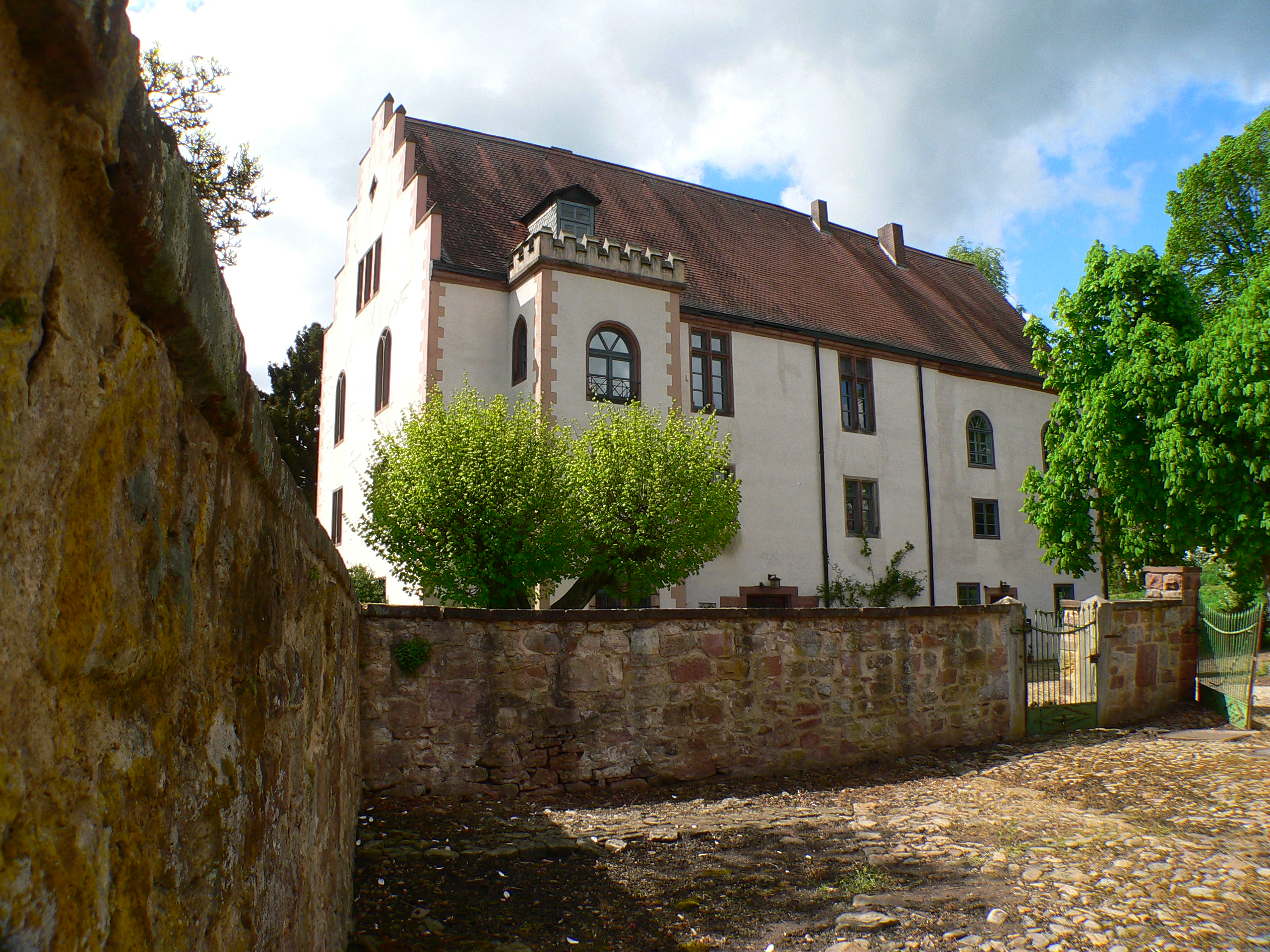
Schloss Gilsa, Stammsitz der Adelsfamilie von Gilsa

Nach dem Abitur am Gymnasium Philippinum Weilburg absolvierte er ein Studium der Forstwirtschaft und war in den Jahren von 1819 bis 1826 als Jagdjunker und Förster in dem Revier auf der Platte bei Wiesbaden eingesetzt. Bevor er 1829 zum Oberförster beim Oberforstamt Wiesbaden ernannt wurde, war er dort von 1826 an als Akzessist tätig. 1833 zum Titularforstmeister ernannt, erhielt er 1837 eine Anstellung als Oberförster in Idstein. Bei der Landesregierung – Abteilung Forstverwaltung – wurde er 1845 technisches Mitglied, Oberjägermeister und 1849 zum Leiter der Hessen-Nassauischen Forstverwaltung ernannt. Er führte das Forstkollegium und wurde im folgenden Jahr Mitglied des Hofmarschallamtes. Er wurde Leiter der forstwissenschaftlichen Prüfungsstelle und mit der Leitung des Landesgestütswesens betraut.
In den Jahren von 1856 bis 1859 hatte er als Vertreter des Fürsten von Wied ein Mandat für die Erste Kammer des Nassauischen Landtags.

## Auszeichnungen
- Ehrenritter des Johanniterordens in der Ballei Brandenburg